# Voglarji
Voglarji (in italiano in passato Carbonari) è un paese della Slovenia, frazione del comune di Nova Gorica.
La località, che si trova a 755,9 metri s.l.m. e a 7,5 chilometri dal confine italiano, è situata a nord-ovest della Selva di Tarnova (Trnovski godz) e a sud del vallone di Chiapovano (Čepovanski dol).
L'insediamento (naselja) è formato inoltre da altri agglomerati: Zavrh e Cvetrež.

## Storia
Durante il dominio asburgico la località fu frazione del comune di Tarnova. Era nota all'epoca col toponimo italiano di Carbonari, o, più di frequente con quelli sloveni di Voglarje o Voglarji. Rimase nello stesso comune anche in seguito all'annessione al Regno d'Italia nel 1919.
Nell'insediamento di Voglarji, presso il villaggio di Cvetrež, si trova una fossa comune in cui nel maggio 1945 vennero gettati Domobranci sloveni, prigionieri di guerra italiani e civili italiani e sloveni.

## Alture principali
Fondek, 845 m; Vrh Dečle, 809 m.